# Ximena López de Alagón
Ximena López de Alagón o Ximena I de Alagón (? -?) Fue la segunda señora de Alagón. Hija de Lope Garcés Peregrino y su mujer María de Pallars Sobirá. En 1133 se casó con Gonzalo Pérez. De este matrimonio nació Ximena Pérez de Alagón, señora de Alagón.